# Lučina - sdružení obcí
Lučina - sdružení obcí byl svazek obcí v okresu Tachov, jeho sídlem byla Halže a jeho cílem bylo řešení hospodářského, ekonomického a společenského rozvoje příhraničního území, zejména v obl. dopravy, vzdělávání, cest. ruchu a turistiky, zdravotnictví, školství a zaměstnanosti. Sdružoval 9 obcí a byl založen v roce 1998. Zanikl v roce 2006.

## Obce sdružené v mikroregionu
- Brod nad Tichou
- Broumov
- Ctiboř
- Chodský Újezd
- Halže
- Obora
- Studánka
- Tisová
- Zadní Chodov